# Ensagents
Ensagents és una vall muntanyenca situada a la parròquia i comú d'Encamp, al sud-est del Principat d'Andorra, i a la zona axial dels Pirineus orientals.
La vall d'Ensagents té una orientació NW-SE. El punt més baix és la confluència del riu d'Ensagents amb el riu de la coma dels Llops, a prop de la Solana del Jordà (1.820 m.), on comença la vall que, més amunt, s'obre en un terreny marcat per la influència glacial (circ glacial). L'ample circ és envoltat per cims que superen els 2.700 m. d'altitud, on hi ha els estanys d'Ensagents, els de més grandària i una desena més d'estanys i estanyols. El punt més alt és l'Alt del Griu (2.874 m.) que tanca pel sud les comes del Griu i Emportona situades al nord.
| Bordes del Castellar (els Cortals) | Alt del Griu              | Pic dels Pessons                                      |
| Coma dels Llops                    |                           | Carena del pic dels Pessons a la collada dels Pessons |
| Cap de Collades Baixes             | Collades del Gargantillar | Collada dels Pessons                                  |

El paisatge d'Ensagents varia entre trams oberts i zones humides. S'hi poden trobar flors molt variades. Els estanys d'Ensagents són resultat de processos glacials. L'Alt del Griu és el pic més alt de la parròquia d'Encamp i ofereix una vista panoràmica que abasta una àmplia àrea del Principat d'Andorra.
El refugi d'Ensagents (2.425 m.). es va inaugurar l’any 1981. Té una capacitat de 14 places, és d'accés lliure i no està guardat. a la zona del refugi hi ha cobertura per al telèfon mòbil. L'accés es pot fer des dels Cortals d'Encamp i la Borda del Tresà, seguint el camí de Brigal, molt ben marcat i continuant fins al refugi, on s'hi arriba, aproximadament, al cap de dues hores superant 480 metres de desnivell.